# Gurgesiellidae
Gurgesiellidae – rodzina ryb chrzęstnoszkieletowych z rzędu rajokształtnych (Rajiformes).

## Rozmieszczenie geograficzne
Do rodziny należą gatunki występujące w tropikalnych i subtropikalnych wodach Oceanu Atlantyckiego, Oceanu Indyjskiego i Oceanu Spokojnego.

## Podział systematyczny
Do rodziny należą następujące rodzaje:
- Cruriraja Bigelow & Schroeder, 1948
- Fenestraja McEachran & Compagno, 1982
- Gurgesiella de Buen, 1959